# Великое Национальное Собрание 27 августа 1989 года

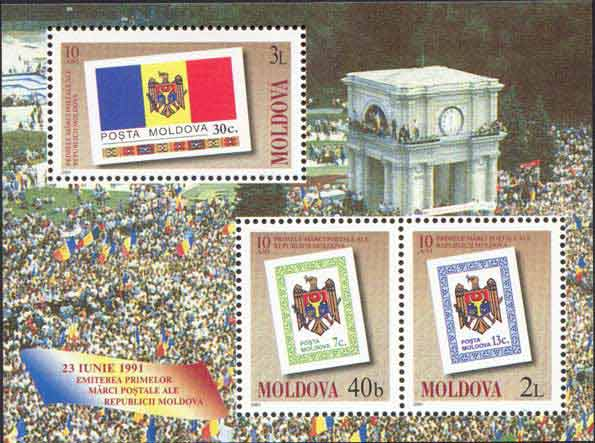
Почтовая марка в честь Великой Национальной ассамблеи 27 августа 1989

Митинг в Кишинёве 27 августа 1989 года, более известный как Великое Национальное Собрание (рум. Marea Adunare Națională) состоялся на площади Победы (ныне Площадь Великого Национального Собрания), в контексте движения национального возрождения конца 1980-х годов в Молдавской ССР.
Участие в этом митинге приняло, по разным данным, от 300 до 750 тысяч человек (около 1/6 населения Молдавской ССР).
Во время встречи было предложено объявить молдавский язык государственным языком в Молдавской ССР, а также перейти на латиницу.

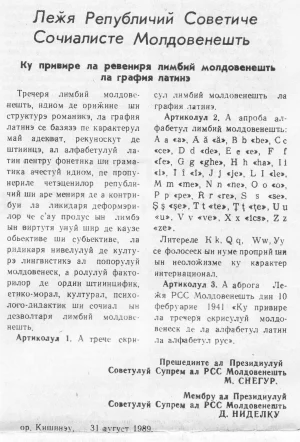
Закон о возврате молдавского языка латинской графики

## Последствия
Под влиянием Великого Национального Собрания 29 августа 1989 года началась XIII сессия Верховного Совета Молдавской ССР, которая продолжалась до 1 сентября. В результате напряженных дебатов с оппонентами в Верховном Совете депутатам удалось утвердить молдавский язык как государственный язык и принять латинский алфавит. Острые дискуссии состоялись 31 августа, когда также было проголосовано большинство законодательных актов о государственном языке и азбуку. После этого 31 августа было объявлено государственным праздником — Национальным днём языка. Декларация независимости Молдовы была принята в день второй годовщины Великого Национального Собрания — 27 августа 1991 года.

### Видеозаписи Великого Национального Собрания
- Marea Adunare Naţională de la 27 august 1989, часть 1
- Marea Adunare Naţională de la 27 august 1989, часть 2
- Marea Adunare Naţională de la 27 august 1989, часть 3
- Marea Adunare Naţională de la 27 august 1989, часть 4